# Хейран-Ханум
Хейран-Ханум ( азерб. حئیران خانیم) - азербайджанська поетеса першої половини XIX століття.             

## Біографія
Народилася в Нахічевані в аристократичній сім'ї. Дата її народження та смерті невідомі. На початку XIX століття Хейран-Ханум переїхала до Ірану, і до кінця своїх днів жила в Тебризі. Володіла перською та арабською мовами, вивчала класичну літературу Сходу.
Хейран-Ханум писала ліричні вірші різноманітні формою: газелі, мухамаси, рубаї, касиди та ін. двома мовами -  азербайджанською та перською.
Основна тема її поезії — палке, благородне і самовіддане кохання. У деяких віршах звучать невдоволення навколишнього життя, протест проти зла та соціальної несправедливості, безправ'я та пригніченого становища жінки.